# Disphragis baracoana
Disphragis baracoana är en fjärilsart som beskrevs av William Schaus 1904. Disphragis baracoana ingår i släktet Disphragis och familjen tandspinnare. Inga underarter finns listade i Catalogue of Life.